# Li-šuej (prefektura)
Li-šuej (čínsky pchin-jinem Líshuǐ, znaky 丽水) je městská prefektura v Čínské lidové republice, kde patří do provincie Če-ťiang.
Celá prefektura má rozlohu 17 272 čtverečních kilometrů a roku 2020 v ní žilo zhruba dva a půl milionu obyvatel.

## Poloha
Li-šuej leží na jihozápadě provincie Če-ťiang ve Východní Číně. Hraničí na severu s prefekturami Čchü-čou, Ťin-chua a Tchaj-čou, na jihovýchodě s Wen-čou a na jihozápadě s provincií Fu-ťien. Teče přes ni řeka Ou-ťiang, která se vlévá do Východočínského moře.

## Administrativní členění
Městská prefektura Li-šuej se člení na devět celků okresní úrovně, a sice jeden městský obvod, jeden městský okres, šest okresů a jeden autonomní okres.
| Lien-tu okres · Čching-tchien okres · Ťin-jün okres · Suej-čchang okres · Sung-jang okres · Jün-che okres · Čching-jüan autonomní okres · Ťing-ning městský okres · Lung-čchüan |                |                       |                       |                    |                                  |
| Název | Název          | Počet obyvatel (2010) | Počet obyvatel (2020) | Rozloha km² (2020) | Hustota zalidnění (obyv. na km²) |
| český přepis | znaky          | Počet obyvatel (2010) | Počet obyvatel (2020) | Rozloha km² (2020) | Hustota zalidnění (obyv. na km²) |
| Městský obvod |                |                       |                       |                    |                                  |
| Lien-tu | 莲都区         | 451 418               | 562 116               | 1 494              | 376                              |
| Městský okres |                |                       |                       |                    |                                  |
| Lung-čchüan | 龙泉市         | 234 626               | 248 866               | 3 040              | 82                               |
| Okresy |                |                       |                       |                    |                                  |
| Čching-tchien | 青田县         | 336 542               | 509 053               | 2 477              | 206                              |
| Ťin-jün | 缙云县         | 358 917               | 405 318               | 1 493              | 272                              |
| Suej-čchang | 遂昌县         | 190 165               | 194 385               | 2 543              | 76                               |
| Sung-jang | 松阳县         | 185 051               | 204 880               | 1 401              | 146                              |
| Jün-che | 云和县         | 111 591               | 129 216               | 989                | 131                              |
| Čching-jüan | 庆元县         | 141 541               | 142 551               | 1 895              | 75                               |
| Autonomní okres |                |                       |                       |                    |                                  |
| Ťing-ning (šeský) | 景宁畲族自治县 | 107 106               | 111 011               | 1 938              | 57                               |
| |                |                       |                       |                    |                                  |
| Celkem | Celkem         | 2 116 957             | 2 507 396             | 17 272             | 145                              |